# 卡爾圈站
卡爾圈站（英語：Gul Circle Station，代號：EW30）是新加坡地鐵東西線上的车站，位于新加坡本岛大士规划区与先驱规划区的交界处。
该站日后将成为东西线与目前正在规划中的大士南延长线的转换站。它因靠近一条同名街道而得名。

## 歷史
2011年1月11日，新加坡交通部長林雙吉在造訪勿洛地鐵站半高式月台門系統時透露，將建設新的東西線延伸段，即大士南支線。新路線預定在2016年完工，每天將使約100,000名乘客受益。這是新加坡首座架空型雙層島式站台車站，並為計畫中的大士南延長線預留月台。1億9千萬的車站建造合同由中國公共工程公司上海隧道工程股份獲得。
卡爾圈地鐵站總高33公尺，約至組屋10樓的高度，是新加坡地鐵中最高的高架車站。這樣的高度有兩項原因，第一項是共有7.5公里長並造價35億美元的高架橋段，跨越泛島高速公路與亚逸拉惹高速公路高架橋的交匯處。第二項是共有4.8公里長的線段會與道路高架橋結合，並將地鐵軌道設置在道路高架道上。
2016年10月26日時，為了一同與東西南北線新設置的信號系統，官方宣布卡爾圈地鐵站會延後至2017年6月18日開放。

## 車站樓層
| L4 | B站台              | 东西线 往大士連方向（大士彎站）         |  |
| L4 | 島式站台，左側開門 |                                         |  |
| L4 | D站台              | 大士南延長線預留站台                    |  |
| L3 | A站台              | 东西线 往巴西立／樟宜機場方向（裕群站） |  |
| L3 | 島式站台，右側開門 |                                         |  |
| L3 | C站台              | 大士南延長線預留站台                    |  |
| L2 | 大廳               | 檢票口、自動售票機、車站控制室          |  |
| L1 | 地面層             | 出入口                                  |  |

## 出口
| 出口編號 | 建議前往的目的地 | 照片 |
| -------- | ---------------- | ---- |
| A        |                  |      |
| B        |                  |      |

## 交通連接

### 地鐵
| 終點           | 首班車      | 首班車 | 首班車            |  | 末班車  |
| -------------- | ----------- | ------ | ----------------- |  | ------- |
|                | 週一 - 週六 |        | 星期日及 公定假日 |  | 每日    |
| 東西線         |             |        |                   |  |         |
| 往 EW1 巴西立  | 5.26am      |        | 5.56am            |  | 11.27pm |
| 往 EW33 大士連 | 5.30am      |        | 6.00am            |  | 12.41am |